# چاودر
چاودر (انگلیسی: Chowder) در غذاهای غربی یک نوع آبگوشت یا سوپ است که اغلب با شیر یا خامه و تردک، آماده می‌شود. انواع گوناگون چاودر با استفاده از انواع خوراک دریایی یا تره‌بار تهیه می‌شود. 
واژهٔ chowder ممکن است از chaudière, که یک لغت فرانسوی و به معنی دیگ است گرفته شده یا از واژهٔ قدیمی انگلیسی iowter به معنای ماهی‌فروش مشتق شده باشد.

## نگارخانه

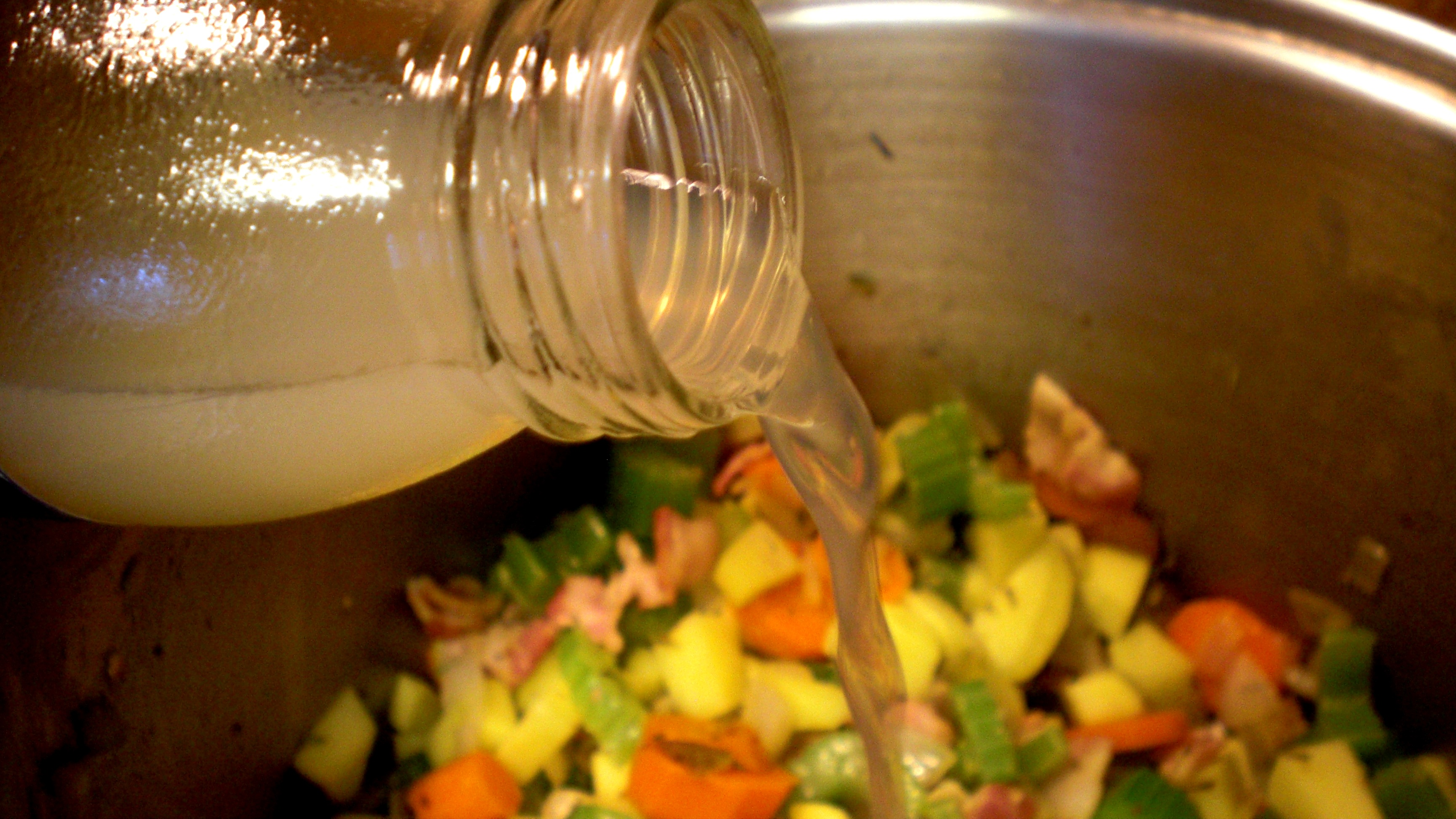
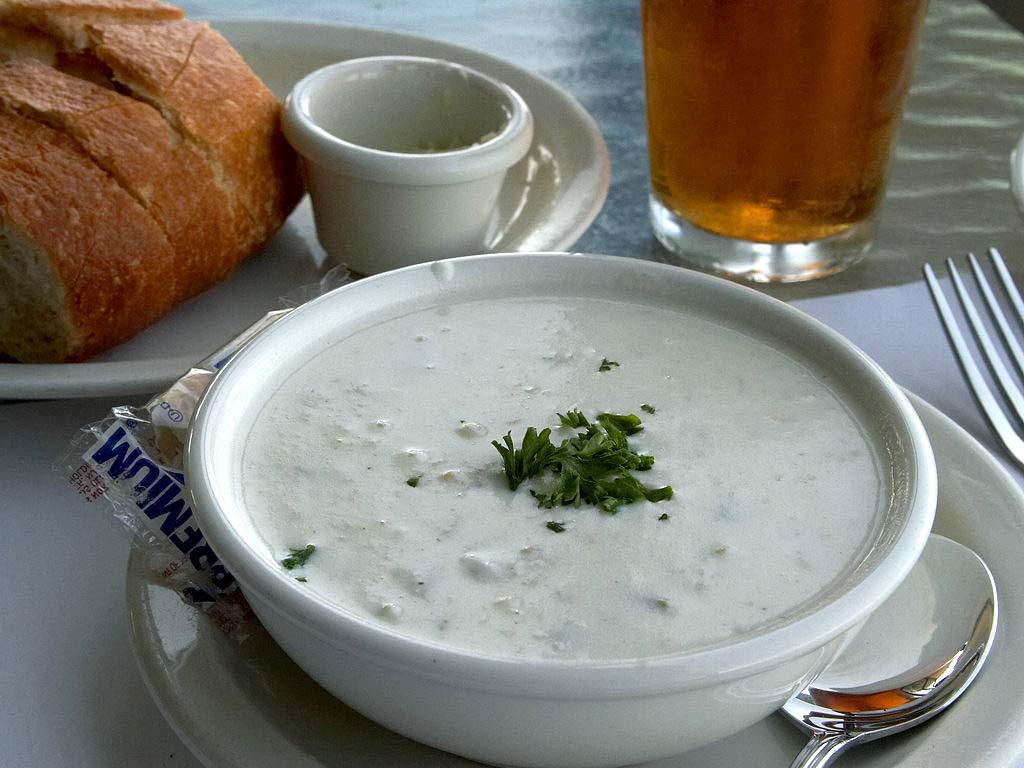
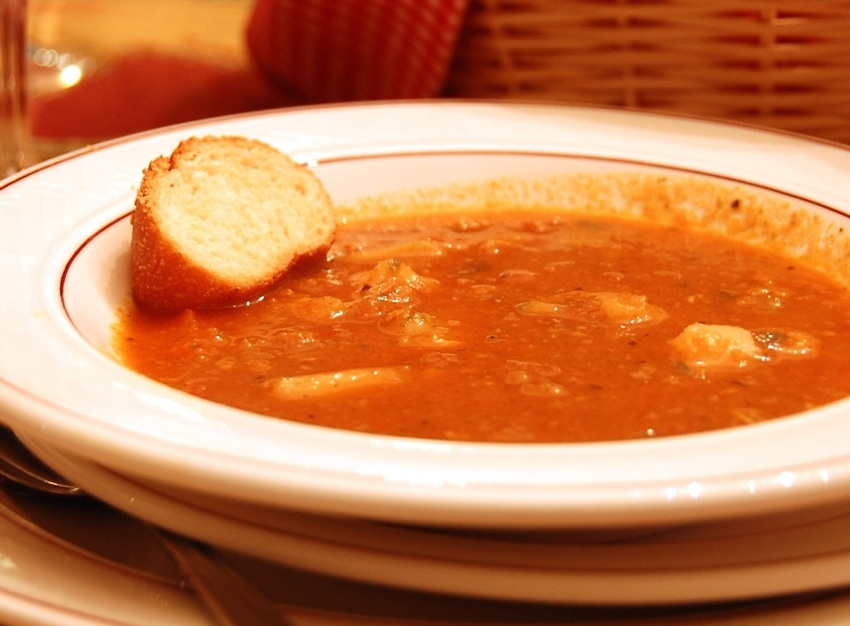